# کلیسای آفتارخان
کلیسای آفتارخان مربوط به دوره صفوی است و در سلماس، ۵ کیلومتری جاده سلماس به اورمیه واقع شده و این اثر در تاریخ ۲۹ تیر ۱۳۷۷ با شمارهٔ ثبت ۲۰۷۳ به‌عنوان یکی از آثار ملی ایران به ثبت رسیده است.